# Sierra de Paganzo
La sierra de Paganzo, es una zona montañosa en la zona central-occidental de la provincia de La Rioja, Argentina. 
La sierra es la continuación de la sierra de Famatina hacia el sur, en las sierras de Sañogasta, Cerro Blanco, Vilgo, y Talampaya. Las mismas son cadenas montañosas que se enmarcan en las sierras Pampeanas, y que conservan su cubierta de areniscas de color ocre, gris y rojo, las cuales ante acciones de erosión eólica, hídrica y pluvial quedan modeladas con formas llamativas.
Se descubrieron interesantes (hasta 2017 nunca racionalmente explotados) yacimientos de hulla, más exactamente en La Cuenca Paganzo junto a la cuenca de Guandacol en La Rioja.
La quebrada del Totoral separa a la sierra de Paganzo de la Sierra de Sañogasta. La sierra se inicia en el Potrero Seco de Catinzaco, para ascender hasta superar los 2000 m de altitud.